# CoCo and the Butterfields
CoCo and the Butterfields je indie-popová hudební skupina z Canterbury v hrabství Kent. Kapelu založila dvojice nejlepších přátel a zároveň buskerů Tomas Twyman a Dulcima Showan v roce 2012. Původním žánrem, do kterého se kapela zařazovala byl Fip Fok - žánr kombinující folk, pop a hip hop. Později se kapela přiklonila k Indie Popu.
Současnými členy jsou: Tomas Twyman (hlavní zpěv, akustická kytara, elektrická kytara), Dulcima Showan (zpěv, housle), James Hicks (bicí), Patrick Channon (baskytara) a "Handsome" Rob Wicks (banjo, elektrická kytara). Bývalými členy jsou: Jamie "Euphex" Smith (beatbox, klávesy) a Micah Hyson (kontrabas, baskytara).
V roce 2012 byli CoCo and the Butterfields korunováni na celkové vítěze soutěže UK Live and Unsigned, kde soutěžili proti 10 000 konkurentům.
Kapela vydala čtyři EP: Warriors (2013), King of the Corner (2013), Fip Fok (2014), a See the Sun (2014).
V roce 2015 vystupovali také na českém hudebním festivale "Colours of Ostrava".

## Členové kapely

### Současní členové
- Tomas Twyman – hlavní zpěv, akustická kytara, elektrická kytara
- Dulcima Showan – zpěv, housle
- "Handsome" Rob Wicks – banjo, elektrická kytara
- James Hicks – bicí
- Patrick Channon – baskytara

### Bývalí členové
- Jamie "Euphex" Smith – beatbox, klávesy
- Micah Hyson – kontrabas, baskytara

## Diskografie
- Warriors[1][2] (2013)
- King of the Corner (2013)
- Fip Fok (2014)
- See the Sun (2014)
- Battlegrounds (2016)
- Puppets (2018)
- Puppets Unplugged (2018)
- Monsters (2018)
- Monsters Unplugged (2018)
- Monsters EP (2019)
- Feel (2020)
- Alone (Together) (2020)
- Goodbye Now (2020)
- Night Avenue (2020)
- Dance! (2020)
- 2020 (2021)

## Písně
- Fip Fok

1. Walls
2. Fly
3. Tipperary Boy
4. Hip Hop Song

- King of the Corner

1. Five Bells
2. Alone
3. Scarecrow
4. King of the Corner
5. So Long!

- See the Sun

1. Autumn
2. See the Sun
3. Hurricane
4. Mother
5. Plants

- Warriors

1. Warriors
2. Astronaut
3. Shadow Puppets
4. Little Boat

- Covery

1. Low/Encore - Florider
2. Way I are - Timbaland
3. Just a Dream - Nelly
4. Feeling good - Nina Simone
5. Fairytale of New York - The Pogues
6. Cupid's Chokehold - Gym Class Heroes
7. Love The Way You Lie - Eminem Ft. Rihanna
8. Jump Around - House of Pain
9. Wagon Wheel - Old Crow Medicine Show

- Ostatní písně

1. Hello